# Kanaalzone (Brussel)
De Brusselse Kanaalzone is een gebied in het Brussels Hoofdstedelijk Gewest van ongeveer 2850 hectare. Het gebied ligt over een afstand van 14 kilometer langs het Kanaal Charleroi-Brussel, en is 500 meter tot drie kilometer breed. Het beslaat het grondgebied van zeven gemeenten: Anderlecht, Molenbeek, Brussel-Stad, Koekelberg, Schaarbeek, Sint-Gillis, Vorst. 
Het grondgebied komt grosso modo overeen met de 19e-eeuwse industriebuurten langs het kanaal. Het wordt gekenmerkt door veel leegstand, verlaten industriële gebouwen, en een fragiele soci-economische situatie van de inwoners.
De kanaalzone wordt verder opgedeeld in twee zones: het noorden, met grote stedelijke en landelijke entiteiten, zoals Thurn & Taxis, Schaarbeek-Vorming, een deel van het havengebied, en de kantoorzone van Brussel-Noord. Het zuiden wordt gekenmerkt door bedrijventerreinen, een aantal havenactiviteiten en ingesloten, en een aantal dichtbewoonde wijken (Kuregem, rond het Zuidstation, enz.).